# Владимир Мичатек
Владимир Мичатек (svk. Vladimír Mičátek; псеудоними: Abeceda, Cirkevník, Chmeliar, Kysáčan, V. Revka; Кисач, 14. март 1871 — Кисач, 25. новембар 1922) био је словачки учитељ, преводилац, публициста и први секретар Чехословачког савеза у Краљевини СХС.

## Биографија
Похађао је гимназије у Сарвашу и Храдец Кралове. Потом уписује Учитељски факултет у Баји, који је завршио 1891. године.
Од 1894. до 1922. био је учитељ у Кисачу. Бавио се превођењем са српског, словеначког и бугарског. Преводе (око 150 радова) је првобитно објављивао у часописима (током деведесетих година 19. века), а од 1900. године у форми књиге. Претежно је преводио дела српских (и у мањој мери хрватских) аутора реализма (Љубомир Ненадовић, Стеван Сремац, Јанко Веселиновић, Милан Милићевић, Јосип Еуген Томић и други).
На Првом конгресу Чехословака у Југославији 28. и 29. јуна 1921. у Осијеку изабран је за секретара ове организације.
Мичатек је учествовао у оснивању културно-привредних друштава у Кисачу, као и Кисачке народне банке.
Културно-уметничко друштво у Кисачу носи име Владимира Мичатека.

## Породица
Потиче из познате породице Мичатек, која је оставила дубок траг у историји војвођанских Словака. Отац му је био Јан Бранислав Мичатек, учитељ и национални радник из Кисача, брат Милош Људевит, адвокат, политичар и издавач - уредник Долноземског Словака, а сестра Ержика активисткиња за права жена и председница Централног савеза чехословачких жена у Краљевини СХС.